# Joerjev-Polski
Joerjev-Polski (Russisch: Юрьев-Польский) is een oude stad en het bestuurlijk centrum van het gelijknamige district in de Russische oblast Vladimir, gelegen aan de bovenloop van de rivier de Koloksja (zijrivier van de Kljazma), op 68 kilometer ten noordwesten van Vladimir. De stad telde bijna 20.000 inwoners bij de volkstelling van 2002 tegen ruim 22.000 bij die van 1989.

## Geschiedenis
De plaats werd gesticht in 1152 door de Soezdalse vorst Joeri Dolgoroeki, die vijf jaar eerder ook Moskou stichtte (volgens de traditionele overlevering). De eerste helft van de naam is afgeleid van Joeri's patroonheilige, Sint-Joris. Het tweede deel is afgeleid van het woord polski, wat "in de velden" betekent: Oorspronkelijk was de naam Joerjev-Polskoj, waarbij Polskoj verwijst naar 'pole' ("veld"). Beide namen verwijzen naar de historische landstreek Opolje. Deze naam diende ter onderscheiding van het oudere fort Joerjev (nu Tartu in het huidige Estland). Joeri liet de plaats net als bij Moskou oprichten als een vestingstad met als kern een bijna rond kremlin, wat typisch is voor oud-Russische steden. Het kremlin werd omringd door 7 meter hoge aarden wallen, die tot op heden bewaard zijn gebleven, met daarboven houten muren.
Nadat Vsevolod III overleed in 1212, werd de stad toegewezen aan een van zijn jongste zonen, genaamd Svjatoslav. Tijdens zijn rijk vond in 1216 de Slag bij Lipitsa plaats nabij de stad, waarbij hij zelf echter niet direct betrokken was. Svjatoslav liet tussen 1230 en 1234 het belangrijkste gebouw uit de stad bouwen: de Kathedraal van Sint-Joris, het gebouw dat traditioneel geldt als het laatste gebouw dat werd gerealiseerd voor de Mongoolse invasie van Roes. Het gebouw bevat veel beeldhouwwerk en stond model voor de eerste stenen kerken van het Kremlin van Moskou. In de jaren 1460 stortte de koepel van de kathedraal in, waarbij de meeste beeldhouwwerken in de kerk verloren gingen. Het ingestorte dak werd daarop in 1471 slordig hersteld door de bekende Moskouse kunstenaar Vasili Jermolin. Het gebouw is hierdoor sterk van aanzicht veranderd.
In 1238, 1382 en 1408 werd Joerjev-Polski geplunderd en verwoest door de Mongolen en Tataren, iets wat de stad eeuwenlang niet meer te boven kwam. Tegen 1340 werd de stad geannexeerd door Moskou. Tijdens de Moskovische periode herstelde de stad zich vanaf begin 16e eeuw enigszins en werd het uit de 13e eeuw daterende verwoeste ommuurde Klooster van de Aartsengel Michaël herbouwd. Dit klooster werd tijdens de 17e en 18e eeuw uitgebreid met een aantal gebouwen. Begin 17e eeuw, tijdens de Tijd der Troebelen, werd de stad korte tijd bezet door de Polen. In 1708 werd het onderdeel van het Gouvernement Moskou, waarbinnen het in 1778 een oejezdstad werd. In 1796 ging de stad over naar het Gouvernement Vladimir. In 1920 werd er een museum geopend over de stad.

## Economie
Vanaf het einde van de 17e eeuw nam Joerjev-Polski toe in belang door haar ligging aan een handelsweg tussen Soezdal en Moskou, maar het bleef een plaats gericht op de landbouw. Tot op heden bevindt zich weinig industrie in en rond Joerjev-Polski: er bevinden zich een aantal levensmiddelen- en een textiel- en een machinefabriek. Na de val van de Sovjet-Unie nam het toerisme toe als gevolg van de opname in de Gouden Ring van Rusland.

## Bezienswaardigheden
In de stad bevindt zich het Joerjev-Polski-museum, een dependance van het Vladimir-Soezdalmuseum. De bekendste monumenten van de stad zijn:
- het Aartsengel Michaëlklooster (13e eeuw) met kathedraal (1792);
- de Znamenskaja-kerk (1625);
- Heilige Georgi kathedraal (1230-34, herbouwd in 15e eeuw);
- overblijfselen van het kremlin uit de 12e eeuw.

Op een paar kilometer van Joerjev-Polski bevindt zich op de oever van de rivier de Jachroma het Kosminklooster met typisch 17e-eeuwse gebouwen.
| 1897  | 1926  | 1939   | 1959   | 1970   | 1979   | 1989   | 2002   |
| ----- | ----- | ------ | ------ | ------ | ------ | ------ | ------ |
| 5.600 | 8.100 | 15.200 | 16.800 | 22.100 | 21.100 | 22.247 | 19.906 |

Bestuurlijk centrum: Vladimir

Aleksandrov · Goes-Chroestalny · Gorochovets · Joerjev-Polski · Kamesjkovo · Karabanovo · Kirzjatsj · Koerlovo · Koltsjoegino · Kosterjovo · Kovrov · Lakinsk · Melenki · Moerom · Petoesjki · Pokrov · Radoezjny · Sobinka · Soedogda · Soezdal · Stroenino · Vjazniki
Aleksandrov · Bogoljoebovo · Gorochovets · Goes-Chroestalny · Ivanovo · Jaroslavl · Joerjev-Polski · Kaljazin · Kideksja · Kostroma · Moerom · Moskou · Oeglitsj · Palech · Pereslavl-Zalesski · Pljos · Rostov · Rybinsk · Sergiev Posad · Soezdal · Toetajev · Vladimir